# Чъкръкчъ
Чъкръкчъ (на турски: Çıkrıkçı) е село в Източна Тракия, Турция, Вилает Родосто. Околия Хайраболу.

## География
Селото се намира на 3 км северно от Хайраболу.

## История
Според статистиката на професор Любомир Милетич в 1913 година в Чекрькчи живеят 35 семейства гръкоезични мюсюлмани.